# Las Gallinas Locas y el amor
Las Gallinas Locas 5. Las Gallinas Locas y el amor (título original en alemán, Die Wilden Hühner und die Liebe) es un libro de aventuras escrito por Cornelia Funke dirigido al público infantil-juvenil. Es el quinto volumen de la serie Las Gallinas Locas. En junio de 2008, se realizó el rodaje de una tercera película titulada Las Chicas salvajes y la vida.

## Personajes
- Las Gallinas Locas: Sardine, Frida, Melanie, Trude, Wilma
- Los Pigmeos: Fred, Willi, Steve, Torte
- La Profesora: Señorita Rose
- La mamá de Sardine y el Sabelotodo, el novio de la mamá de Sardine
- El papá de Sardine.

## Argumento
“Las Gallinas Locas” se enamoran. Todas viven alguna experiencia relacionada con el amor. Sardine, a cuya madre no le van bien las cosas en asuntos de amor, está con Fred, el jefecillo de Los Pigmeos. Sardine tiene problemas familiares porque su padre, después de trece años de abandono, aparece de nuevo, queriendo arreglar las cosas; pero la madre de Sardine tiene un nuevo amor.
Melanie sigue colada por Willi pero este se lía con otra chica -Nana-. A Trude, aunque no tiene novio, le gustan los chicos de rizos morenos; se acabará enrollando con un primo griego de Steve. Frida mantiene una relación a distancia con su novio Maik. Por otra parte, Wilma, a quien no le atraen los chicos, vive un apasionado y complicado amor por una chica, Leonie. Esta relación provoca discusiones fuertes en la pandilla aunque al final se acaban arreglando y la pandilla sigue muy unida.

## Libros de la serie
- Las Gallinas Locas 1. Una pandilla genial (2005)
- Las Gallinas Locas 2. Un viaje con sorpresa (2005)
- Las Gallinas Locas 3. ¡Que viene el zorro! (2006)
- Las Gallinas Locas 4. El secreto de la felicidad (2006)
- Las Gallinas Locas 5. Las Gallinas Locas y el amor (2007)